# Plataraea brunnea
Plataraea brunnea – gatunek chrząszcza z rodziny kusakowatych i podrodziny rydzenic. Zamieszkuje Europę, Syberię i Wyspy Japońskie.

## Taksonomia
Gatunek ten opisany został po raz pierwszy w 1798 roku przez Johana Christiana Fabriciusa pod nazwą Staphylinus brunneus. W 1802 roku Thomas Marsham opisał go jako Staphylinus nigriceps i pod taką nazwą wyznaczono go potem gatunkiem typowym rodzaju Plataraea.

## Morfologia

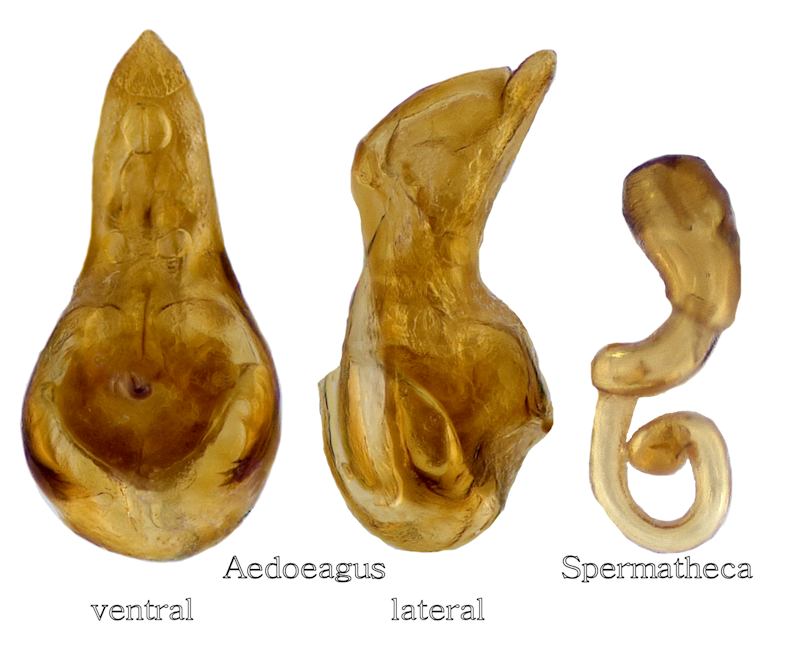
Genitalia

Chrząszcz o wydłużonym ciele długości od 3 do 4,5 mm. Głowa jest szersza niż dłuższa, stosunkowo lśniąca, ciemnorudobrązowa, o zaokrąglonych i dłuższych niż oczy skroniach. Powierzchnię ma koliście szagrynowaną, drobno i rzadko punktowaną. Czułki są smukłe, o członie ostatnim krótszym niż dwukrotność jego długości. Rudobrązowe, stosunkowo błyszczące przedplecze jest o ponad 1/5 szersze niż dłuższe, wyraźnie szersze od głowy, płaskie, szagrynowane i punktowane tak jak głowa. Owłosienie na linii środkowej przedplecza kieruje się ku przodowi w połowie przedniej i ku tyłowi w połowie tylnej. Jasnorudobrązowe, dość lśniące pokrywy są w barkach szersze od przedplecza. Punkty na ich powierzchni są niezmodyfikowane, rozmieszczone niezbyt gęsto, bardzo drobne. Odwłok ma równoległe boki, ciemnorudobrązowe ubarwienie i mniej drobne niż na pokrywach punktowanie. U samca na piątym tergicie występuje wyraźny, pośrodkowy guzek, a na tylnej krawędzi szóstego tergitu znajdują się ząbki. Sterczące szczecinki zmysłowe na pokrywach i odwłoku są krótsze niż u P. dubiosa, na tergitach krótsze niż drugi człon czułków.

## Ekologia i występowanie
Owad znajdowany pod gnijącymi szczątkami roślinnymi i na łąkowych trawach.
Gatunek palearktyczny. W Europie znany jest z Hiszpanii, Irlandii, Wielkiej Brytanii, Francji, Belgii, Luksemburga, Holandii, Niemiec, Szwajcarii, Austrii, Włoch, Danii, Szwecji, Norwegii, Finlandii, Łotwy, Polski, Czech, Słowacji, Węgier, Rumunii i europejskiej części Rosji, a w Azji z syberyjskiej części Rosji i Japonii. W Polsce podawany z nielicznych stanowisk.